# Micrurus surinamensis
Micrurus surinamensis – gatunek jadowitego węża z rodziny zdradnicowatych (Elapidae). Jeden z grupy węży koralowych. Występuje w północnej i środkowej części Ameryki Południowej – na nizinach Amazonii i regionu Gujana. Prowadzi nocny, wodny i naziemny tryb życia.

## Systematyka
Takson ten po raz pierwszy zgodnie z zasadami nazewnictwa binominalnego opisał w 1816 roku francuski zoolog Georges Cuvier w 2. tomie Le règne animal distribué d'après son organisation : pour servir de base a l'histoire naturelle des animaux et d'introduction a l'anatomie comparée. Autor nadał wężowi nazwę Elaps surinamensis. Lektotyp MNHN-RA 3926 to samiec o długości 862 mm odłowiony przez F. Levaillanta w latach 1765–1780. Nie wyróżnia się podgatunków.

### Etymologia
- Micrurus: gr. μικρος mikros „mały”[7]; κερκος kerkos „ogon”[8].
- surinamensis – od Surinamu, czyli miejsca typowego; łac. -ensis „z” (chodzi o miejsce)[9][2].

## Morfologia
Jest to średniej wielkości wąż o krótkiej, czerwonej głowie z czarnymi zakończeniami łusek, która jest tylko niewiele szersza od szyi, o małych oczach z ciemnobrązowymi tęczówkami. Charakteryzuje się dosyć grubym tułowiem i krótkim ogonem. Tułów pokrywa od 15 do 24 czarnych pierścieni pogrupowanych w triady przedzielone jasnożółtymi paskami, nieco szerszymi w okolicy brzucha. Czarne triady pierścieni przedzielone są ciemnoczerwonymi, wyraźnie widocznymi szerokimi pasami, na których łuski mają czarne obrzeża. Węże tego gatunku posiadają uzębienie typu proteroglypha, tzn. posiadają krótkie zęby jadowe zaopatrzone w rynienkę.
Wymiary:
|                        | Samiec  | Samica  |
| Długość całkowita (mm) | 1262    | 1350    |
| Długość SVL (mm)       | 1115    | –       |
| Długość TL (mm)        | 147     | –       |
| Tarczki brzuszne       | 156–174 | 169–187 |
| Tarczki podogonowe     | 31–40   | 27–34   |

## Występowanie
Micrurus surinamensis jest gatunkiem szeroko rozpowszechnionym w niemal całej Amazonii i regionie Gujana, występującym w Boliwii, Brazylii, Kolumbii, Ekwadorze, Gujanie Francuskiej, Gujanie, Peru i Surinamie, na wysokościach od poziomu morza do około 575 m n.p.m. W Ekwadorze odnotowano go w prowincjach Pastaza, Sucumbíos, Napo, Orellana, Morona Santiago.

## Ekologia i zachowanie
Gatunek prowadzi nocny, wodno-lądowy tryb życia. Występuje w wolno płynących rzekach, strumieniach, bagnach, stawach, także hodowlanych, zarówno w pierwotnych, jak i wtórnych i zdegradowanych lasach deszczowych, które mogą być okresowo zalewane. Spotykany także jest w przydomowych ogrodach, na plantacjach i na obrzeżach lasów. Jego dieta składa się głównie z ryb np. Synbranchus marmoratus, Gymnotus carapo, Sternopygus macrurus, Callichthys callichthys oraz innych ryb kostnoszkieletowych. Uzupełniana jest także jaszczurkami i innymi gatunkami węży np. Atractus major i Erythrolamprus reginae. Ich jad jest neurotoksyczny i może być śmiertelny dla ludzi. Wywołuje parestezje (uczucie pieczenia lub kłucia), niewyraźne widzenie, paraliż mięśni, trudności w oddychaniu, a nawet śmierć na skutek zatrzymania oddechu. Są jajorodne, w lęgu stwierdzono od 5 do 13 jaj. Młode po wykluciu osiągają wielkość od 33 do 35 cm.

## Status
W Czerwonej księdze gatunków zagrożonych IUCN Micrurus surinamensis jest klasyfikowany jako gatunek najmniejszej troski (LC, ang. Least Concern). Trend populacji jest szacowany jako stabilny, a gatunek ten określany jest jako pospolity.